# جائزة الصين الكبرى 2010
جائزة الصين الكبرى 2010 (بالإنجليزية: 2010 Chinese Grand Prix)‏ هو سباق فورمولا 1 أقيم بتاريخ 18 أبريل، 2010 في حلبة شانغهاي الدولية، الصين. كان الرابع من أصل 19 في بطولة العالم لسباقات الفورمولا واحد موسم 2010. حلّ البريطاني جنسن باتون أولا بينما جاء البريطاني لويس هاملتون في المركز الثاني وحصل على المركز الثالث الألماني نيكو روسبيرغ.